# Adam Petryna
Adam Petryna (ur. 15 stycznia 1881 w Zapadach, zm. 26 sierpnia 1942 tamże) – księżacki rzeźbiarz, rysownik i twórca ludowy oraz działacz kulturalny.

## Życiorys

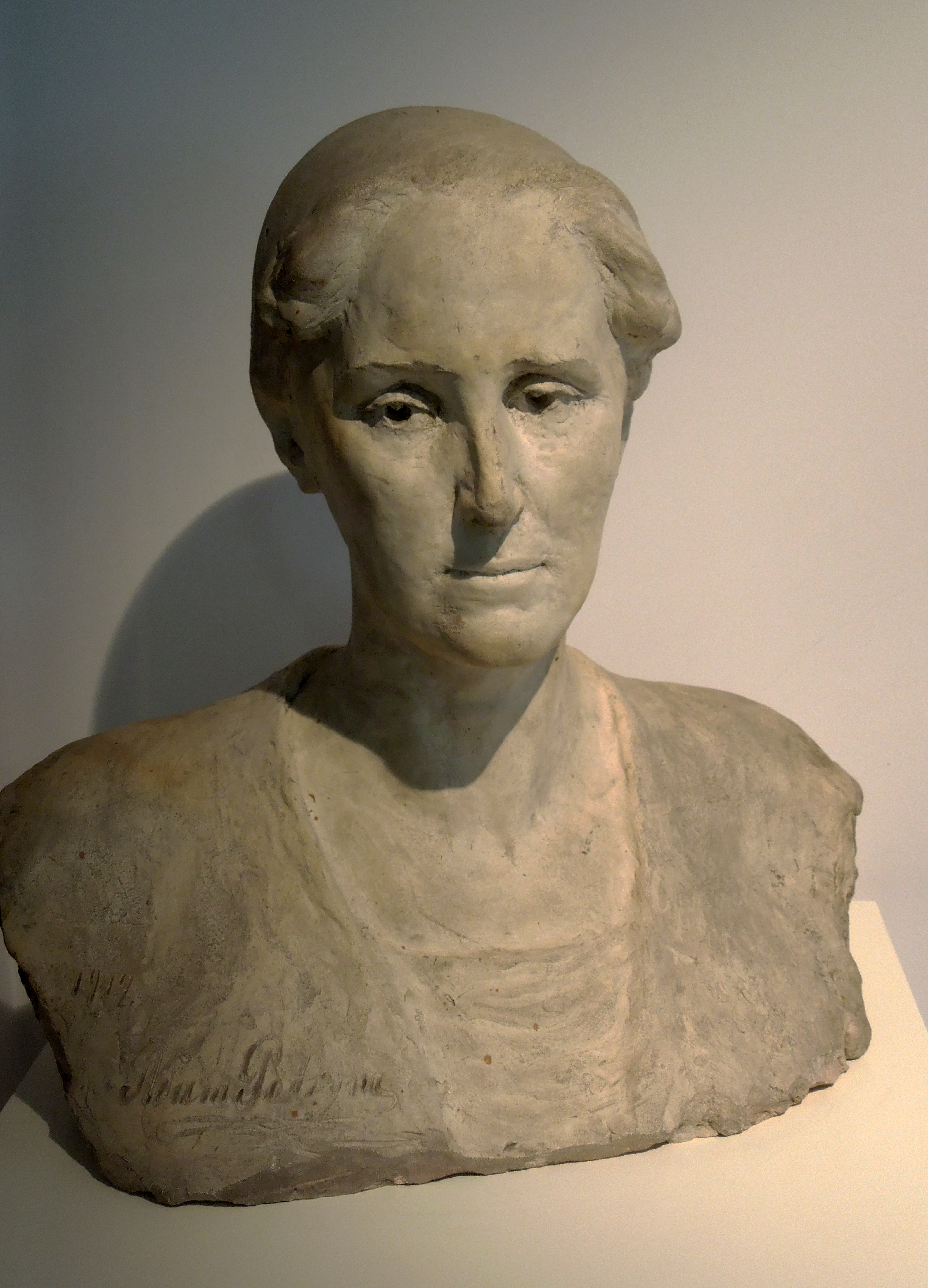
Popiersie Anieli Chmielińskiej dłuta Adama Petryny. Zbiory Muzeum w Łowiczu.

Uczył się w szkole rysunkowej warszawskiej Gersona oraz pół roku na Akademii Sztuk Pięknych w Krakowie. W latach 1914–1923 podróżował po Rosji. W latach 1925–1926 organizował Muzeum im. Władysława Reymonta w Skierniewicach. Od 1928 do 1939 mieszkał i tworzył w Złakowie Kościelnym. Do roku 1935 współorganizował Księżackie Ognisko Kultury, Sztuki i Przemysłu Ludowego w Złakowie Kościelnym. Jest autorem wielu rzeźb i rysunków, między innymi popiersia Anieli Chmielińskiej w Muzeum w Łowiczu, rzeźby Agaty, obecnie zbiorach Muzeum Narodowego w Warszawie, popiersia Boryny dziś w Muzeum Sztuki w Łodzi, grafik i rzeźb w depozycie Muzeum historycznego Skierniewic im. Jana Olszewskiego. Większość jego prac zaginęła lub uległa zniszczeniu. Został pochowany na cmentarzu parafialnym w Godzianowie. 